# Concepción Orobio Colomo
Concepción Orobio Colomo   (Alfaro, c. 1776 - Bergara, 18 de novembre de 1823) va ser una religiosa espanyola, priora del convent de Bergara de la Companyia de Maria.
Natural d'Alfaro, era filla de Mateo Orobio i Juana Coloma, els quals van procurar-li una bona educació. Molt devota de la Mare de Déu i en especial del misteri de la Immaculada Concepció, va sentir la vocació religiosa a divuit anys, ingressant com a novícia a la Companyia de Maria. Va prendre l'hàbit concretament el 7 de desembre de 1794 i va professar dos anys més tard, el 1796. El 1799, quan es va dur a terme la fundació del nou convent de religioses a Bergara, va ser elegida per a formar part de la nova comunitat i, per tant, va esdevenir-ne una de les fundadores. Al nou convent va exercir diverses tasques al llarg del temps, fins que de 1820 a 1823 va ser elegida priora de la comunitat, coincidint amb el període del Trienni Liberal a Espanya, que va generar molta incertesa perquè es van prohibir les professions a les cases de religioses. Durant llargs anys va patir una afecció de que finalment va provocar-li la mort el 18 de novembre de 1823, amb 47 anys.